# Roztoka (dopływ Wielkiej Puszczy)
Roztoka – potok, lewostronny dopływ Wielkiej Puszczy. Jego zlewnia obejmuje północne stoki głównego grzbietu Beskidu Małego między północno-wschodnim grzbietem Kiczery a północnym grzbietem Kocierza. Z grzbietu tego spływa wiele drobnych cieków, mających swe źródła w większości na wysokości 730–760 m n.p.m., a maksymalnie - na wysokości ok. 850 m n.p.m. Po zachodniej stronie Okrągiełka płyną one już w jednym wspólnym korycie.
Roztoka uchodzi do Wielkiej Puszczy na wysokości 435 m, w miejscu o współrzędnych 49°47′59″N 19°16′49″E/49,799722 19,280278.
Cała zlewnia Roztoki znajduje się w zalesionym obszarze w obrębie przysiółka Wielka Puszcza należącego do miejscowości Porąbka.